# Martin Wladimirowitsch Maljutin
Martin Wladimirowitsch Maljutin (russisch Мартин Владимирович Малютин; * 5. Juli 1999 in Omsk) ist ein russischer Schwimmer. Er ist spezialisiert auf die 200 und 400 m Freistil.

## Erfolge
Er nahm an den Europameisterschaften 2018 teil und gewann die Silbermedaille sowohl in der 4 × 200-m-Freistilstaffel der Männer als auch in der 4 × 200-m-Mixed-Freistilstaffel. Bei den Weltmeisterschaften 2019 in Gwangju, Südkorea, belegten Maljutin und Duncan Scott über 200 m Freistil den vierten Platz, aber der Erstplatzierte Danas Rapšys wurde wegen eines Fehlstarts disqualifiziert, sodass sowohl Maljutin als auch Scott Bronze erhielten.
Bei den 2021 ausgetragenen Olympischen Spielen 2020 in Tokio gewann Maljutin eine Silbermedaille mit der 4-mal-200-Meter-Freistilstaffel. Über 200 m Freistil belegte er im Finale den fünften Platz, während er über 400 m Freistil nicht über Rang 22 hinaus kam.